# Regelungen im Amateurfunkdienst
Schon früh haben Funkamateure das Recht bekommen, bestimmte Bereiche im Kurzwellenbereich zu benutzen, um eigene Versuche zu machen. Diese Rechte wurden in Deutschland bereits 1949 in einem eigenständigen Amateurfunkgesetz (AFuG) und der Amateurfunkverordnung (AFuV) festgelegt. In Österreich beinhalten das neue Telekommunikationsgesetz 2021 und die Amateurfunkverordnung (AFV) die den Amateurfunkdienst betreffenden Vorschriften. In der Schweiz sind einschlägige Vorschriften unter anderem im 4. Abschnitt des 4. Kapitels der Verordnung über Frequenzmanagement und Funkkonzessionen (FKV) und im 2. Abschnitt des 2. Kapitels der Verordnung des BAKOM über Frequenzmanagement und Funkkonzessionen (VFKV) enthalten. Den internationalen Rahmen gibt die Vollzugsordnung für den Funkdienst (VO Funk) der Internationalen Fernmeldeunion (ITU) vor, in Katastrophensituationen auch das Übereinkommen von Tampere.

## Abgrenzung
Der Amateurfunkdienst wird sehr oft mit Jedermannfunkanwendungen verwechselt. Aus juristischer Sicht besteht ein großer Unterschied zwischen einem Funkdienst und einer Funkanwendung als Teil eines (anderen) Funkdienstes. Daraus leiten sich auch technische Unterschiede ab. Bei den Jedermannfunkanwendungen darf nur mit geprüften Geräten gearbeitet werden. Gleichzeitig gibt es für solche Funkanwendungen keine vereinfachten Nachweisverfahren in Bezug auf die Regelungen zur elektromagnetischen Umweltverträglichkeit.
Im Amateurfunk gibt es neben der reinen Kommunikation zusätzlich großes Interesse an der benutzten Technik, der eigenen Ausbildung, dem Basteln und Wettkämpfen (zum Beispiel Fielddays oder Amateurfunkpeilen).

## Amateurfunkprüfung und -zeugnis
Als Funkamateur darf man seine Funkgeräte und die Antennenanlage selbst bauen oder auch gekaufte Geräte verändern. Der Amateurfunkdienst ist der einzige Funkdienst, dem dieses gestattet ist. In der Vollzugsordnung für den Funkdienst ist international festgeschrieben, dass Funkamateure gemäß der ITU-Empfehlung ITU-R M.1544 theoretische Mindestkenntnisse von Technik, Gesetzeskunde, der Abwicklung von Funkverbindungen (der sogenannten Betriebstechnik) sowie von elektromagnetischer Umweltverträglichkeit (EMVU) und von elektromagnetischer Verträglichkeit (EMV) haben müssen. Diese Kenntnisse muss ein angehender Funkamateur durch eine Prüfung bei seiner nationalen Fernmeldeverwaltung nachweisen.
Als Bescheinigung über die bestandene Prüfung wird dem Funkamateur ein Amateurfunkzeugnis (amtlich: Amateurfunkprüfungsbescheinigung) ausgehändigt. Das Amateurfunkzeugnis ist oft auch gleichzeitig eine international harmonisierte Prüfungsbescheinigung HAREC (Harmonized Amateur Radio Examination Certificate), mit der man auch in anderen Ländern ein Amateurfunkrufzeichen beantragen kann. Das bedeutet im Umkehrschluss, dass ein angehender Funkamateur die Prüfung in jedem Land seiner Wahl, das sich an diesen Regelungen (der CEPT-Lizenz im Amateurfunkdienst) beteiligt, ablegen kann. So kann zum Beispiel ein Deutscher in Österreich die Prüfung ablegen und sich danach in Deutschland, aber eben auch beispielsweise in Irland ein Rufzeichen zuteilen lassen.

### CEPT-Lizenz im Amateurfunkdienst

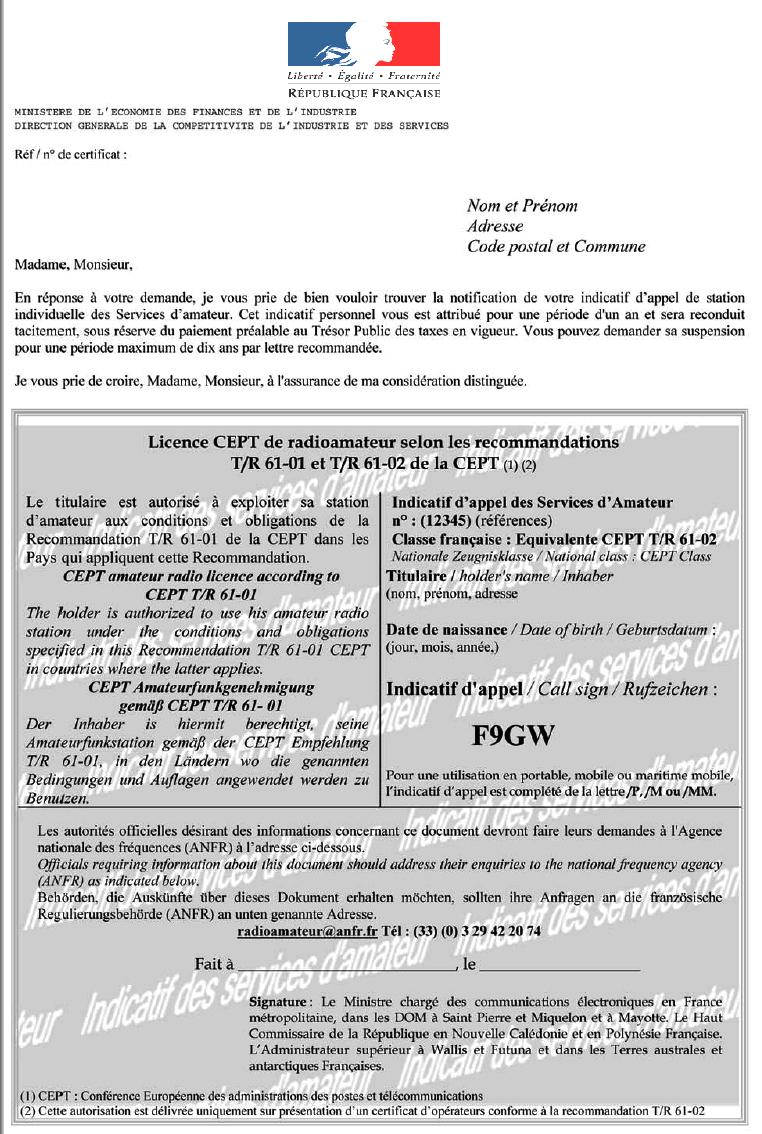
Amateurfunk-Lizenz

Die CEPT-Lizenz wurde vom European Radiocommunications Office (ERO) eingeführt, um den Amateurfunkbetrieb im Urlaub oder bei dauerhaftem Aufenthalt in anderen Ländern zu vereinfachen. Sie besteht aus zwei voneinander unabhängigen Teilen. Der erste Teil, die Empfehlung T/R 61-01 CEPT Radio Amateur Licence, regelt den Amateurfunkbetrieb bei einem kurzzeitigen Auslandsaufenthalt. In 49 unabhängigen Staaten und zahlreichen weiteren Territorien kann man Funkbetrieb machen, ohne erst eine Lizenz bzw. ein Rufzeichen im Gastland beantragen zu müssen. Im zweiten Teil, der Empfehlung T/R 61-02 Harmonised amateur radio examination certificates, wird die gegenseitige Anerkennung von Amateurfunkzeugnissen festgeschrieben und gleichzeitig werden die Themen vorgegeben, die in einer Amateurfunkprüfung abgeprüft werden müssen, um international anerkannt werden zu können. 46 Länder (einschließlich Hongkong; zuzüglich der Färöer, Grönland und Curaçao) wenden die T/R 61-02 an.
Für Deutschland hat die Bundesnetzagentur die beiden o. g. CEPT-Empfehlungen durch die Amtsblatt-Verfügung 11/2005 in nationales Recht umgesetzt.
Im Oktober 2005 wurde die CEPT Novice Radio Amateur Licence geschaffen; sie stellt geringere Anforderungen an die Amateurfunkprüfungen als die CEPT Radio Amateur Licence. Die Prüfungsinhalte sind im ERC Report 32 zusammengefasst, auf deren Grundlage die Lizenzprüfungen gegenseitig anerkannt werden können (analog zur T/R 61-02). Die eigentliche Lizenz ist die Empfehlung ECC/REC 05-06 und wird von 14 Ländern angewandt. Sie regelt – analog zur T/R 61-01 – den Funkbetrieb beim Besuch im Ausland. Die Bundesnetzagentur hat diese beiden Empfehlungen in der Vfg. 93/2005 in deutsches Recht umgesetzt. Demnach kann eine CEPT-Novice-Amateurfunk-Prüfungsbescheinigung Inhabern  eines  Amateurfunkzeugnisses der Klasse E oder der ehemaligen Klasse 3 ausgestellt  werden.
Da es sich bei den CEPT-Lizenzen nur um Empfehlungen handelt, können die einzelnen Länder weitere Auflagen erlassen, also z. B. eine Telegraphieprüfung fordern. Maßgeblich ist immer die Rechtslage des Gastlandes.

### Rufzeichen
Der Funkbetrieb darf erst nach Zuteilung eines persönlichen Rufzeichens aufgenommen werden bzw. (zumindest in Österreich) bereits nach Ablegung der Prüfung als „Second Operator“ an der Funkstation eines Funkamateurs mit Rufzeichen. Das Rufzeichen wird von dem Land zugeteilt, in dem die Amateurfunkstelle dauerhaft aufgebaut wird, also nicht unbedingt von dem Land, dessen Staatsbürgerschaft der Funkamateur hat.
Gelegentlich arbeiten Funkamateure auch unter dem Rufzeichen einer Clubstation, z. B. von einem Vereinsheim aus oder in einer Mannschaft während eines Funkwettbewerbs.
Die Rufzeichen sind international eindeutig. Ähnlich wie ein nationaler Führerschein erlaubt die Amateurfunklizenz eines Landes in vielen anderen Ländern den unbürokratischen, kurzzeitigen Funkbetrieb. So braucht der Inhaber einer deutschen Amateurfunklizenz z. B. während eines Urlaubs in Neuseeland keine weitere Genehmigung; er stellt lediglich den Landeskenner des Aufenthaltslandes vor sein Rufzeichen.
Beispiel: HB9/DC9ABC ist ein deutscher Funkamateur (DC9ABC), der von der Schweiz (HB9) aus Betrieb macht.
Die Amateurfunkrufzeichen haben national unterschiedlichen Aufbau, nach folgendem grundsätzlichen Schema (Ausnahmen sind möglich):
- 1–2 Buchstaben und/oder Zahlen als Landeskenner, aus dem von der ITU dem jeweiligen Land zugewiesenen Rufzeichenblock
- 1 Ziffer
- 1–3 Buchstaben

Beispiel: DC9ABC für einen Funkamateur aus Deutschland oder 4U1ITU für eine Clubstation der UN.
So kann man einen Funknutzer unmittelbar dem Amateurfunkdienst zuordnen und darüber hinaus das Land feststellen, aus dem eine Amateurfunkstelle sendet. Viele nationale Fernmeldeverwaltungen nutzen für das Bilden der Rufzeichen Algorithmen, die auf die Lizenzklasse hinweisen. So beginnen deutsche Ausbildungsrufzeichen mit „DN1“ bis „DN8“. In Österreich ist aus der Ziffer das Bundesland ablesbar (§5 (2) AFV). Andere Funkdienste haben abweichende Bildungsregeln für Funkrufzeichen, die sich deutlich von denen des Amateurfunkdienstes unterscheiden.

### Lizenzklassen und Präfixe in Deutschland
Die Zulassung zur Teilnahme am Amateurfunkdienst beinhaltet die Zuteilung eines personengebundenen Rufzeichens und wird oft auch als „Amateurfunklizenz“, „Amateurfunkgenehmigung“ oder „Amateurfunkzulassung“ bezeichnet. Sie berechtigt den Funkamateur zur Nutzung der in Anlage 1 der AFuV ausgewiesenen Frequenzbereiche unter Einhaltung der dafür festgelegten Nutzungsbestimmungen nach Maßgabe der aus seiner Zulassung ersichtlichen Zeugnisklasse.
In diesem Rahmen dürfen die Inhaber einer Amateurfunkzulassung der Klasse E auch Funkbetrieb in einigen Kurzwellenbändern mit eingeschränkter Sendeleistung durchführen. Inhaber einer Amateurfunkzulassung der Klasse A dürfen hingegen Funkbetrieb in allen für den Amateurfunkdienst ausgewiesenen Frequenzbereichen bis hin zur maximal zulässigen Sendeleistung durchführen. Dabei sind u. a. auch die Regelungen der Verordnung über das Nachweisverfahren zur Begrenzung elektromagnetischer Felder (BEMFV) zu beachten.
Aus den durch die BNetzA zugeteilten Amateurfunkrufzeichen ist durch den jeweiligen Präfix die zugeteilte Genehmigungsklasse ersichtlich.

## Spezielle Einsatzformen

### Amateurfunk im Kraftfahrzeug

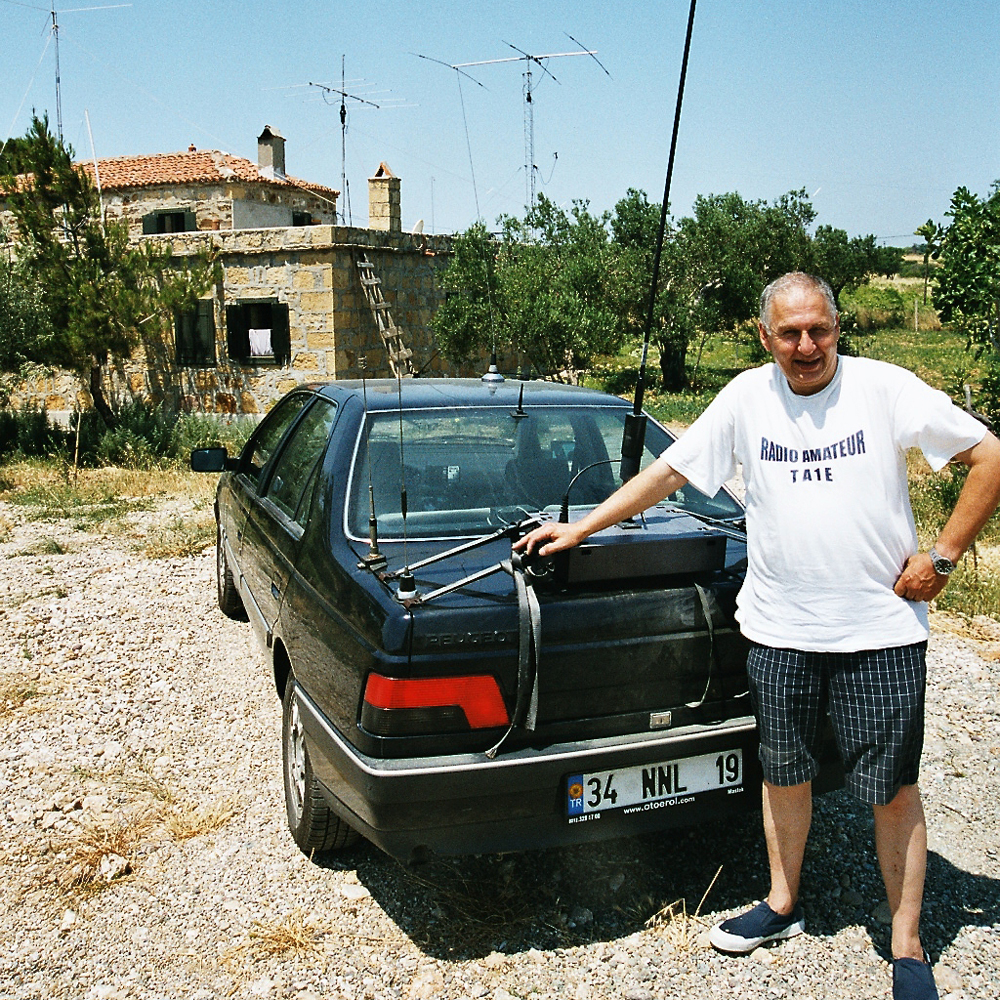
Türkische Mobilfunkstation

#### Juristische Randbedingungen
Sendeempfangsanlagen (nicht nur des Amateurfunks) dürfen in Kraftfahrzeugen nur betrieben werden, wenn die einschlägigen Vorschriften des Herstellers beachtet werden. Die Hersteller reglementieren meist Stromversorgung, Verkabelung, Antennenplatzierung, Antennenanpassung, Frequenzbereiche und Sendeleistung.
Sinn dieser Vorschrift ist, Beeinflussungen der Kfz-Elektronik zu vermeiden. Missachtung der Vorschriften kann zum Erlöschen der allgemeinen Betriebserlaubnis (ABE) führen, was z. B. bei einem Unfall höchst unangenehme Folgen haben kann.
Wenn die Funkanlage fest eingebaut wird, d. h. zur Montage oder Demontage Werkzeug notwendig ist, musste aufgrund von EU-Richtlinien bis 2008 das Funkgerät eine E-Zulassung besitzen, wenn das Kfz nach einem bestimmten Jahr produziert wurde. Diese Richtlinie ist zwar inzwischen ungültig, aber das E-Zeichen wird häufig noch in den Einbauvorschriften der Fahrzeughersteller gefordert. Das macht den Einsatz von Selbstbaugeräten in Neuwagen praktisch unmöglich.
Das so genannte Handyverbot am Steuer bezog sich in Deutschland bis zum Jahr 2017 nur auf Mobil- und Autotelefone; die Verwendung von Funkgeräten (und damit der Amateurfunkdienst) waren vom Verbot nicht betroffen. Die Verschärfung des Handyverbots im Jahr 2017 schließt grundsätzlich auch die Bedienung von Funkgeräten in Kraftfahrzeugen mit ein. Von diesem Nutzungsverbot für Fahrzeugführer gilt jedoch noch bis zum 30. Juni 2020 eine allgemeine Ausnahme für Funkgeräte. In der Schweiz und in Österreich ist der Funkbetrieb nur mit Freisprechanlage erlaubt.
Für die Anbringung und Bauart der Antenne gibt es Vorgaben aus dem Verkehrsrecht. So darf der Antennenfuß auf einem Pkw höchstens 30 mm hoch sein, kein Teil der Antenne darf über den Rand des Fahrzeuges hinausragen und die Enden müssen mit Kappen mit ausreichend großen Rundungsradien zur Verminderung der Verletzungsgefahr versehen sein.

#### Mobilfunkbetrieb auf VHF/UHF
Mobilfunkbetrieb im 2-m- oder 70-cm-Bereich ist in dichter besiedelten Gegenden sehr beliebt. In vielen Ländern gibt es ein dichtes Netz an Relaisfunkstellen, die lokalen oder regionalen Funkbetrieb mit geringem Aufwand ermöglichen. Praktisch aller Mobilbetrieb im VHF/UHF-Bereich wird mittels Frequenzmodulation (FM) und vertikal polarisierten Antennen abgewickelt.
Sehr viele marktgängige Funkgeräte erlauben Funkbetrieb auf beiden Bändern. Auch Duoband-Antennen sind sehr beliebt, vorzugsweise in einer 50 cm langen Bauform (λ/4 für 2 m, 5/8λ für 70 cm). Im einfachsten Fall setzt man eine Magnetfuß-Antenne dieser Bauform auf das Autodach, führt das Antennenkabel durch den Türspalt und schließt ein Handfunkgerät an. Für den Kontakt zu den Funkamateuren in der unmittelbaren Umgebung reicht dies in den meisten Fällen aus.

#### Mobilfunkbetrieb auf Kurzwelle
Auf Kurzwelle sind die Probleme bedeutend größer als auf VHF/UHF:
- Der höhere Geräuschpegel auf den niedrigeren Frequenzen und der geringe Antennenwirkungsgrad zwingen dazu, die vom Kfz-Hersteller zugelassenen Leistungsgrenzen auch auszunutzen.
- Entsprechend wird die Stromversorgung aufwändiger; ohne direkten Anschluss an die Starterbatterie geht es praktisch nicht.
- Die Kfz-Elektronik, und vor allem die Zündfunken bei Benzinmotoren, sorgen für einen hohen Störnebel. Dieser ist häufig nur durch aufwändige Entstörmaßnahmen am Fahrzeug zu unterdrücken.
- Ein großes Problem sind die Antennen. Weder können die Antennen gegen eine vernünftige Erde betrieben werden, noch sind nach physikalischen Maßstäben sinnvolle Antennenlängen möglich. Eine stationäre Antenne für das 80-m-Band sollte etwa 40 m lang sein. Entsprechend erreicht eine Kurzwellen-Mobilfunkantenne je nach Frequenzbereich und Länge Wirkungsgrade von oft nur 1 % oder noch weniger.

Kurzwellenfunkbetrieb vom Auto aus ist deshalb vor allem dann interessant, wenn am Heimatstandort keinerlei Funkbetrieb möglich ist.
Eine weitere Variante bietet hier der 10-m-FM-Bereich, in dem zahlreiche Relaisfunkstellen betrieben werden, über die im Sonnenfleckenmaximum mit kleinem Aufwand internationaler Funkverkehr möglich ist.
Sonst bietet der Standmobil-Betrieb einen Ausweg: Das Fahrzeug wird nur als Transportmittel, Aufenthaltsort und Stromversorgung benutzt. An einem passenden Standort wird eine provisorische Antenne aufgerichtet und für ein paar Stunden Funkbetrieb gemacht.

### Amateurfunk auf See
Neben dem Seefunk nutzen viele Schiffe, darunter vor allem Segelyachten, den internationalen Amateurfunkdienst, um mit Freunden in Kontakt zu bleiben, um aktuelle Wettermeldungen zu empfangen, um Positionsdaten zu übermitteln, E-Mails über Winlink auszutauschen oder um eine weitere Notfunk-Möglichkeit zu haben. Amateurfunkstellen auf See werden mit dem Rufzeichensuffix /mm (Maritime Mobile) gekennzeichnet. 
Beim Seefunk wird das Rufzeichen an das Schiff vergeben, beim Amateurfunk an die funkende Person.

## Regelungen zur elektromagnetischen Verträglichkeit
Das Betreiben einer Sendeanlage ist in vielen Ländern an Auflagen bzw. Nachweispflichten in Bezug auf die elektromagnetische Verträglichkeit gebunden. Der Funkamateur muss dabei (z. B. nach der Verordnung über das Nachweisverfahren zur Begrenzung elektromagnetischer Felder) nachweisen, dass er die maximal zulässigen Grenzwerte des Bundes-Immissionsschutzgesetzes bzw. der Verordnung über elektromagnetische Felder einhält.
Der Amateurfunk wird – obgleich ihm immer weitere Frequenzbereiche zugestanden werden – durch die EMV-Regelungen stark eingeschränkt. Um dem Aufwand einer Selbsterklärung zu entgehen oder weil der nötige Platz für Sicherheitsabstände nicht vorhanden ist (vergl. Standortbescheinigung), weichen viele Funkamateure zu kleinen Leistungen hin aus. Jedoch herrscht durch undichte Computernetzwerke, Schaltnetzteile, Plasmafernseher und nicht zuletzt Powerline Communication (PLC) in der Nachbarschaft ein sehr viel höherer Störpegel als früher.

## Selbstregulierung
Ebenfalls wichtiger Bestandteil der Regelungen rund um den Amateurfunk ist die Selbstregulierung. Sie erstreckt sich von der amateurfunkintern demokratischen Aufteilung der Amateurfunkbänder für verschiedene Betriebsarten (IARU-Bandpläne) bis hin zur gemeinschaftlichen (meist durch die nationalen Amateurfunkverbände wahrgenommenen) Verteidigung der Amateurfunkbänder gegen illegale Frequenz-Eindringlinge durch Beschwerden bei der ITU auf dem Wege über die jeweiligen nationalen Fernmeldeverwaltungen.
Unter anderem durch die erfolgreiche Selbstregulierung hat der Amateurfunkdienst seinen mit anderen Funkdiensten gleichwertigen Status bei den Fernmeldeverwaltungen bewahren können. Bei dem wirtschaftlichen Potential des Telekommunikationsmarktes (siehe UMTS-Lizenzen und deren Versteigerungserlöse) ist dies für einen im Rahmen eines Hobbys ausgeübten Funkdienst durchaus keine Selbstverständlichkeit.